# Epifanio Lupión
Epifanio Lupión Lupiáñez (Albuñol, Granada, 01/06/1900 - La Mojonera, Almería, 04/11/1994) fue un poeta rústico de la zona de La Alpujarra. Su obra se basaba en la improvisación y estaba dedicada casi por completo a las tradiciones, al entorno y las costumbres de la zona en que vivió.

## Vida
Nació en Albuñol, Granada, y emigró a Linares debido a el trabajo de su padre, el cual tuvo que trasladarse allí para ejercer como minero. Tras un grave accidente que sufrió su padre tuvieron que volver de nuevo a La Alpujarra, donde vivió hasta los dieciocho años, dedicándose a guardar cabras. 
A la edad de 18 años cambió su residencia a Madrid, donde realizó algunos trabajos durante un corto tiempo antes de volver a Albuñol a trabajar como molinero durante diez años.
Comenzó como trabajador de una fábrica de mármoles en 1928, año en el que contrajo matrimonio con la que sería su primera esposa. Más tarde se fue a vivir a Granada, donde estaría quince años como aserrador de mármol y cuatro más como barrenero en Sierra Elvira.
Su esposa murió en 1939, y volvió a casarse en 1940. Su segunda esposa murió en 1964. Dos años después, en 1966, se fue a vivir a casa de uno de sus tres hijos en La Mojonera, Almería.
Epifanio Lupión murió el 4 de noviembre de 1994 en La Mojonera.

## Festivales y reconocimientos
Epifanio Lupión participó en diversos festivales y homenajes. Estuvo realmente orgulloso de haber participado en algunos como El homenaje a Federico García Lorca (Granada; 1978, 1980, 1982, 1986), El homenaje a Lorca, Machado y Hernández (Roquetas de Mar, La Mojonera, El Ejido, Balerma, Adra, Vícar, Almería; en 1985), Festival del trovo de Las Norias, el Festival de Música Tradicional de la Alpujarra, La fiesta de los doblones (Berja).
Se le hizo honor como trovero histórico en el Festival de Música Tradicional de la Alpujarra celebrado en Ugíjar en 1984. En esta edición del festival se distinguían cuatro premios principales: Recuperación del folclore, Baile, Trovo e Interpretación Musical).
Como homenaje al anciano poeta, varias calles llevan su nombre, una en Granada, otra en Albuñol y otra en La Mojonera (Almería).

## Biografía publicada
Pepe Criado fue el autor de su biografía Epifanio Lupión. Poeta Rústico (2007), la cual recoge prácticamente la obra total del poeta Epifanio. Además, esta biografía tuvo otras influencias, como el Ayuntamiento de Vícar, por el que fue editada. Fue presentado en 2007 en el festival Juglares del Mundo Archivado el 26 de septiembre de 2018 en Wayback Machine., Vícar. 
Al autor del libro, Pepe Criado, se le atribuyen otras obras como De Trovo con Candiota (1993), Juglares del mundo (2005), Cuentos Orales de la Alpujarra (2006) y Hombres de versos (1999) entre otras. Todas dedicadas a la investigación y recopilación de poesía y música tradicionales.
En el libro se recoge casi la obra del poeta en su totalidad, y los textos están acompañados de dibujos y numerosas fotografías de sus últimos años de vida. Además, el libro está compuesto también por textos de otros autores sobre Epifanio: Empecé a decir poemas en el año veintiuno  (Pepe Criado), Historia del Barranco Oscuro (Pepe Criado), Epifanio: poeta para todos los tiempos (Manuel Fernández Castilla), Epifanio Lupión, un mito (Nieves Gómez), Epifanio (Francisco López Archilla), El abuelo (Salvador Lupión), El camino que conduce a la libertad (Manuel Pérez Galindo), Epifanio Lupión, el patriarca del Festival de la Alpujarra (José Ruiz Fernández), Epifanio en Barranco Oscuro (Manuel Valenzuela) y Desde Albuñol para Epifanio (Pedro Vargas Lorente).
Hacia el final del libro hay una recopilación titulada como Coplas a la muerte de Epifanio Lupión en las que se recogen: Visita al cementerio (Constantino Berenguer), Para Epifanio Lupión (Miguel García “Candiota”), El día del entierro de Epifanio Lupión (Tomás Iborra), A Epifanio Lupión (Francisco López Archilla), Homenaje a Epifanio (Manuel Manrique) y Al poeta rústico Epifanio Lupión (Emilio Peregrina).

## Obra
La obra de Epifanio Lupión fue creada y transmitida oralmente, pues hacerlo así era costumbre de la zona en la que vivía, La Alpujarra, una zona deprimida y pobre en aquellos años con una baja tasa de alfabetización. Fue recogida posteriormente por Pepe Criado. 
Epifanio Lupión solía teatralizar sus versos añadiendo un punto cómico y desenfadado, ayudándose también de objetos y mímica para realizar sus actuaciones. Era usual verlo en festejos populares o en la televisión. 
Sus obras se dividían en poemas, homenajes, fábulas, chascarrillos y canciones, recogidos en Epifanio Lupión. Poeta Rústico (2007), por Pepe Criado.

## Televisión y prensa
Existe una emisión de 1976 en el programa Raíces de RTVE de Epifanio Lupión y Los Trovos. Sus poemas y declaraciones han sido publicadas en algunos medios como libros, revistas o prensa Archivado el 4 de marzo de 2016 en Wayback Machine..